# No 10
Pour plus de détails, voir Fiche technique et Distribution.
No 10 (Nr. 10) est un film néerlandais réalisé par Alex van Warmerdam, sorti en 2021.

## Synopsis
Günter, trouvé dans les bois en Allemagne à l'âge de quatre ans, a grandi dans une famille d'accueil. Une quarantaine d'années plus tard, il gagne sa vie comme acteur de théâtre, passe du temps avec sa fille Lizzy, a une liaison avec une femme mariée. Lorsqu'un homme sur un pont lui chuchote un mot étrange à l'oreille, il commence à s'interroger sur ses origines.

## Fiche technique
Sauf indication contraire, les informations mentionnées dans cette section peuvent être confirmées par les bases de données cinématographiques IMDb et Allociné,  présentes dans la section « Liens externes ».
- Titre original : Nr. 10
- Titre français : No 10
- Réalisation : Alex van Warmerdam
- Scénario : Marc van Warmerdam
- Musique : Marc van Warmerdam
- Décors : Geert Paredis
- Costumes : Catherine Van Bree
- Photographie : Tom Erisman
- Montage : Job ter Burg
- Son : Max van der Oever
- Production : Marc van Warmerdam
  - Production exécutive : Bernard Tulp
  - Coproduction : Eurydice Gysel et Koen Mortier
- Société de production : Graniet Film, Czar Film & TV et BNNVARA
- Société de distribution : E.D. Distribution (France)
- Pays de production :  Pays-Bas et  Belgique
- Langue originale : néerlandais
- Format : couleur — 2,35:1
- Genre : drame, science-fiction et thriller
- Durée : 100 minutes
- Dates de sortie : 
  - Canada : 9 septembre 2021 (Toronto)
  - Pays-Bas : 30 septembre 2021
  - Belgique : 9 mars 2022
  - Suisse : 3 juillet (Neuchâtel)
  - France : 30 août 2023

## Distribution
Sauf indication contraire ou complémentaire, les informations mentionnées dans cette section proviennent du générique de fin de l'œuvre audiovisuelle présentée ici.
- Anniek Pheifer : Isabel
- Gene Bervoets : Reichenbach
- Pierre Bokma : Marius
- Tom Dewispelaere : Günter
- Frieda Barnhard : Lizzy
- Mandela Wee Wee : Innocence
- Hans Kesting : Karl
- Richard Gonlag : Poelzig
- Dirk Böhling : Wassinski
- Liz Snoijink : Elsa
- Jan Bijvoet : Biko
- Tobias Nierop : John
- Stijn Van Opstal : Breslauer
- Bert Geurkink : le souffleur
- Vic De Wachter : Fritz
- Aat Ceelen : Küster
- Geert de Jong : Fischer
- Egbert-Jan Weeber : un prêtre

## Distinctions
Le film a été nommé pour trois Veaux d'or.